# Brandon Borrello
Brandon Borrello (Adelaide, 25 juli 1995) is een Australisch-Italiaans voetballer die doorgaans speelt als vleugelaanvaller. In juli 2018 verruilde hij 1. FC Kaiserslautern voor SC Freiburg.

## Clubcarrière
Borrello speelde in de jeugd van Brisbane Roar FC en kwam in het seizoen 2013/14 in het eerste elftal terecht. In de zomer van 2017 maakte Borrello de overstap naar 1. FC Kaiserslautern. In juli 2018 tekende Borrello een contract bij SC Freiburg.

## Clubstatistieken
| Seizoen | Club                 | Competitie    | Competitie | Competitie | Beker | Beker | Internationaal | Internationaal | Totaal | Totaal |
| Seizoen | Club                 | Competitie    | Wed.       | Dlp.       | Wed.  | Dlp.  | Wed.           | Dlp.           | Wed.   | Dlp.   |
| ------- | -------------------- | ------------- | ---------- | ---------- | ----- | ----- | -------------- | -------------- | ------ | ------ |
| 2013/14 | Brisbane Roar FC     | A-League      | 6          | 0          | 0     | 0     | 0              | 0              | 6      | 0      |
| 2014/15 | Brisbane Roar FC     | A-League      | 22         | 4          | 0     | 0     | 6              | 2              | 28     | 6      |
| 2015/16 | Brisbane Roar FC     | A-League      | 22         | 5          | 0     | 0     | 0              | 0              | 22     | 5      |
| 2016/17 | Brisbane Roar FC     | A-League      | 25         | 4          | 0     | 0     | 7              | 5              | 32     | 9      |
| 2017/18 | 1. FC Kaiserslautern | 2. Bundesliga | 19         | 3          | 1     | 0     | 0              | 0              | 20     | 3      |
| 2018/19 | SC Freiburg          | Bundesliga    | 0          | 0          | 0     | 0     | 0              | 0              | 0      | 0      |
| 2019/20 | SC Freiburg          | Bundesliga    | 3          | 0          | 1     | 0     | 0              | 0              | 4      | 0      |
| Totaal  | Totaal               | Totaal        | 97         | 2          | 2     | 0     | 13             | 7              | 112    | 23     |

Bijgewerkt op 21 oktober 2019.